# Kosmów-Kolonia
Kosmów-Kolonia est une localité polonaise de la gmina de Ceków-Kolonia, située dans le powiat de Kalisz en voïvodie de Grande-Pologne.